# 安兹里采纳-克雷斯泰纳
安兹里采纳-克雷斯泰纳（希臘語：Ανδρίτσαινα-Κρέστενα）是希腊西希腊大区伊利亚专区的市镇，行政中心为克雷斯泰纳镇。市镇面积为422.3平方公里，2021年人口数量为11,200人。
此市镇设立于2011年地方政府改革中，由原3个市镇合并而成，原市镇则成为新市镇的3个市区。